# Рязанец, Тимофей Степанович
Тимофей Степанов Рязанец (также Резанец, Резанцев; ум. 19 (29) октября 1693) — русский художник последней четверти XVII века. 

## Биография
Тимофей Рязанец родился в семье художника Степана Рязанца. В 1665 году вместе с отцом и другими мастерами занимался украшением потешных книг. В 1666 году участвовал в реставрационных и оформительских работах, проводившихся в Архангельском и Успенском соборах Московского Кремля под руководством Степана Рязанца. В 1674 году был зачислен в Оружейную палату на место своего тяжелобольного отца. Во время вступительных испытаний Симон Ушаков и его коллеги пришли к выводу, что Рязанец-младший «иконному художеству научен и впредь будет к тому делу прочен, а старых икон к починке и травному письму гораздо научен и тем своим мастерством равен иконописцу Никифору Бовыкину». В 1676 году художник «расцвечивал икону о сотворении света», в хоромы царевне Ирине Михайловне. Умер 19 (29) октября 1693 года.